# Orthaltica parkeri
Orthaltica parkeri är en skalbaggsart som först beskrevs av B. White 1942.  Orthaltica parkeri ingår i släktet Orthaltica och familjen bladbaggar. Inga underarter finns listade i Catalogue of Life.